# Дед Иван
«Дед Иван» (также известен как «Как Дед Иван смерть прогнал») — советский рисованный мультфильм 1939 года режиссёра-мультипликатора Александра Иванова.

## Сюжет
Сказка о том, как к одному старику пришла Смерть, и перед кончиной попросил он отсрочку — повидаться с сыновьями. Побывал дед Иван в гостях у каждого из трех сыновей, посмотрел на обновленную советскую землю и вернулся домой уже с помолодевшей душой — и ушла Смерть восвояси.

## О мультфильме
В статье «На путях к большому искусству», обсуждая мультфильмы А. Иванова «Как Дед Иван смерть прогнал» и «Охотник Фёдор», кинокритик В. Балашов писал, что в них «положительные образы были схематичны, сюжеты не отличались занимательностью», но «во всех этих фильмах было стремление откликнуться на запросы современности»
Александр Иванов упоминает фильм в качестве «образцового» советского произведения в своей обличительной речи против Ивана Иванова-Вано, которого критиковали в ходе кампании по борьбе с космополитами:

«Он уже давно перед Западом преклоняется. <…> в то время как я делал „Деда Ивана“, „Наш перелёт“ [имеются в виду „Таёжные друзья“], „Квартет“ — он что делал? Он „Три мушкетёра“ делал! Диснея копировал! Вы помните, помните — гусей с ихнего Дональда Дака сдирал!»— Кирилл Малянтович Как боролись с «космополитами» на «Союзмультфильме»

## Реставрация
Мультфильм был создан в двух версиях: чёрно-белой и цветной по методу Павла Мершина. Цветной негатив-оригинал сохранился в архиве Госфильмофонда России, был восстановлен и показан на Фестивале архивного кино «Белые столбы — 2012» в честь 100-летия отечественной анимации.